# وونغيونغ ملكة جوسون
الملكة وونغيونغ من عشيرة مِن (هانغل: 원경왕후 민씨; هانجا: 元敬王后 閔氏)- ولدت في 29 يوليو 1365 وماتت في 18 أغسطس 1420) هي زوجة الملك تايجونغ ملك جوسون الثالث ووالدة الملك سيجونغ. اسمها الفني جونغبي، واسمها بعد الوفاة الملكة تشانغدوك سويول وونغيونغ.
والدها هو مِن جي (민제 - 閔霽) من عشيرة يوهُنغ مِين. كزوجة للملك تايجونغ فقد ساعدت في دعم الملك بشكل كبير لكنه لاحقاً قام بقتل أهلها. كانت الملكة وونغيونغ جنباً إلى جنب مع ملكات أخريات مثل الملكة جونغهي والملكة منجونغ من أكثر الملكات تدخلاً في السياسة.

## السيرة الذاتية
ولدت وونغيونغ كالبنة الثالثة والطفلة السابعة لمين جي والليدي سونغ. تزوجت وهي في السابعة عشرة من عمرها من ابن يي سيونغ جي الخامس، يي بانغ وون في عام 1382، مما جعلها أميرة جوسون. وعندما أصبح زوجها وليًا للعهد في عام 1400، تغير لقبها الملكي إلى ولية العهد الأميرة جونغبين من جوسون، وحصلت في النهاية على اللقب الملكي جون جوسون في نفس العام. ومُنحت والدتها اللقب الملكي «الأميرة سمنجوك من عشيرة يونسان سونغ» (هانغل: 삼 한국 대부인; هانجا: 三 韓國 大 夫人)، وحصل والدها على اللقب الملكي «الأمير الداخلي يوهونغ، مين جي» (هانغل: 여흥 부원군 민제; هانجا: 驪興府院君 閔霽).
توصف الملكة وونغيونغ بأنها كانت ذكية وطموحة وذات طموح سياسي ذكي، والتي كثيراً ما تتدخل في شؤون الدولة. وساعدت زوجها في الوصول إلى العرش وأقنعته بتعيين ابنهما الأكبر يانجنيونج وليًا للعهد. وعندما أصبح ابنهما ابن محظية، غضبت الملكة وونغيونغ وأدى تدخلها أخيرًا إلى إعدام الملك تايجونغ لإخوتها الأصغر من أجل الحفاظ على طموحها وعائلتها تحت السيطرة.

## الأسرة
- الجد: مِن بيون (민변 - 閔忭).
- الجدة: امرأة من عشيرة يانغتشون هيو (양천 허씨 - 陽川 許氏)، ابنة هيو بايك.
  - الأب: من جي (민제 - 閔霽).
  - الأم: امرأة من عشيرة يوسان سونغ (여산 송씨 - 礪山 宋氏).
    - الزوج: الملك تايجونغ، وأنجبت منه:
      - الأميرة الملكية جونغسن (정순공주 - 貞順公主).
      - الأميرة الملكية غيونغجونغ (경정공주 - 慶貞公主).
      - ثلاثة أبناء توفوا صغاراً في 1389 و1390 و1392.
      - الأميرة الملكية غيونغانغ (경안공주 - 慶安公主).
      - الأمير العظيم يانغنيونغ (양녕대군 - 讓寧大君).
      - الأمير العظيم هيوريونغ (효령대군 - 孝寧大君).
        - الأمير بوسونغ (보성군 - 寶城君).

      - الملك سيجونغ العظيم (세종대왕 - 世宗大王).
      - الأميرة الملكية جونغسونغ (정선공주 - 貞善公主).
      - الأمير العظيم سونغنيونغ (성녕대군 - 誠寧大君).

## التصوير الحديث
- مسلسل الملك العظيم سيجونغ من قناة KBS، وعرض في سنة 1973 وقامت بدورها الممثلة كم يونغ رم.
- مسلسل هوانغهي جونغسنغ من قناة KBS، وعرض في سنة 1976 وقامت بدورها الممثلة باك وون سك.
- مسلسل ملك قصر تشدونغ من قناة MBC، وعرض في سنة 1983 وقامت بدورها الممثلة كم يونغ ران.
- مسلسل دموع التنين من قناة KBS، وعرض بين سنة 1996 وسنة 1998 وقامت بدورها الممثلة تشوي ميونغ غل.
- مسلسل سيجونغ الملك العظيم من قناة KBS، وعرض في سنة 2008 وقامت بدورها الممثلة تشوي ميونغ غل.
- مسلسل جونغ دو جون من قناة KBS، وعرض في سنة 2014 وقامت بدورها الممثلة غو نا أون.
- مسلسل التنانين الستة الطائرة من قناة SBS وسيعرض في سنة 2015 وقامت بدورها الممثلة غونغ سنغ يون.

## وصلات خارجية
- [ko:원경왕후] (بالكورية). Doosan Encyclopedia http://www.doopedia.co.kr/doopedia/master/master.do?_method=view&MAS_IDX=101013000721006. {{استشهاد ويب}}: |trans-title= بحاجة لـ |title= أو |script-title= (help) and |مسار= بحاجة لعنوان (help)
- "Queen Wongyeong" (بالإنجليزية). ROYAL LADIES OF JOSEON DYNASTY. Archived from the original on 2021-03-06.